# Caligopsyllus primus
Caligopsyllus primus är en kräftdjursart som beskrevs av Kunz 1975. Caligopsyllus primus ingår i släktet Caligopsyllus och familjen Paramesochridae. Inga underarter finns listade i Catalogue of Life.